# Frontera entre Bielorrusia y Polonia
La frontera bielorruso-polaca es la frontera estatal entre la República de Polonia (miembro de la UE) y la República de Belarús (miembro de la CEI). Tiene una longitud total de 398,6 km, 418 km o 416 km (las fuentes varían). Comienza desde el triple cruce de las fronteras con Lituania en el norte y se extiende hasta el triple cruce con Ucrania al sur. También es parte de la frontera de la UE con Bielorrusia.

## Historia

La línea Curzon y las fronteras de Polonia entre 1920 y 1990.

Después de la invasión soviética de Polonia en septiembre de 1939, el área de Bielorrusia occidental fue anexada a la RSS de Bielorrusia. Se crearon cinco nuevos óblasts: Baranavichy, Belostok, Brest, Pinsk y Vialejka. De conformidad con el acuerdo fronterizo entre Polonia y la URSS del 16 de agosto de 1945, 17 distritos del voblast de Belastok de la RSS de Bielorrusia, incluida la ciudad de Białystok y 3 distritos del voblast de  Brest, donde vivía un número significativo de polacos, fueron transferidos a Polonia.
En 1946, durante el refinamiento de la frontera estatal entre la URSS y Polonia, los pueblos de Klimówka, Minkowce, Nomiki, Taki, Tołcze, Szymaki del raión de Grodno y los pueblos de Todorkowce y Chworosciany del raión de Sapotskin se transfirieron a la República Popular Polaca. A partir de entonces la frontera entre Polonia y Bielorrusia no ha cambiado.
En agosto de 2021 asistimos al viaje de miles de personas a través de Bielorrusia hacia Polonia. Bielorrusia fue acusada de guerra híbrida, ya que se alegó que estaba planificando y llevando a cabo el cruce ilegal de fronteras de quienes lo solicitaban en áreas forestales. 
Polonia reforzó sus guarniciones fronterizas con 1000 hombres y planea construir una barrera más fuerte que el alambre de púas actual. De las más de 2000 personas que intentaron cruzar ilegalmente la demarcación, un número incierto tuvo éxito en las operaciones, logrando llegar a los centros de recepción mientras que otros se han asentado cerca de la frontera internacional. El 25 de agosto de 2021, el Tribunal Europeo de Derechos Humanos (TEDH) convocó a Polonia y Letonia pidiéndoles que proporcionen a los migrantes «alimentos, agua, ropa, atención médica adecuada y, si es posible, refugio temporal [...] La medida se aplicará por un período de tres semanas desde hoy hasta el 15 de septiembre de 2021 inclusive», pero el juez de la CEDH, que citó la Convención Europea de Derechos Humanos en los motivos, no afirmó que exista obligación alguna dirigida a asegurar el cruce de fronteras para los solicitantes de asilo. Polonia no respondió a la apelación.
El 24 de noviembre de 2021, Human Rights Watch informó que miles de personas estaban atrapadas en la frontera de Bielorrusia y Polonia en circunstancias que violaban los derechos humanos y ponían en riesgo sus vidas. Los funcionarios polacos hicieron retroceder a los que intentaban cruzar, mientras que los funcionarios bielorrusos golpearon y detuvieron a los que regresaban. Esas personas han pasado días o semanas al aire libre en la frontera, sin refugio ni acceso a servicios humanitarios básicos, alimentos y agua. 
Los ríos fronterizos (del norte al sur) son Czarna Hańcza, Wolkuszanka, Swislocz, Narew y Bug Occidental.

## Cruces de frontera

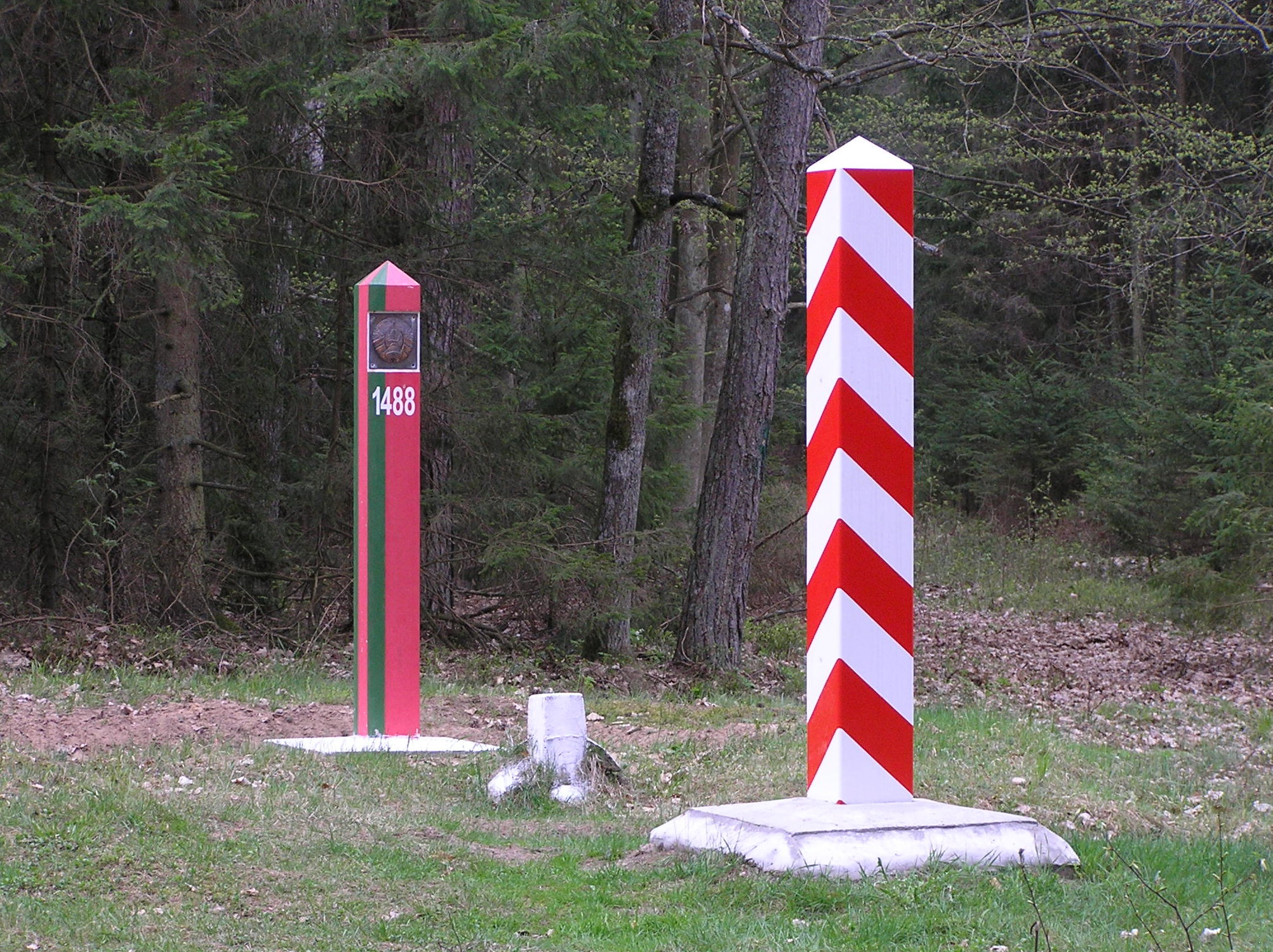
Postes de la frontera.

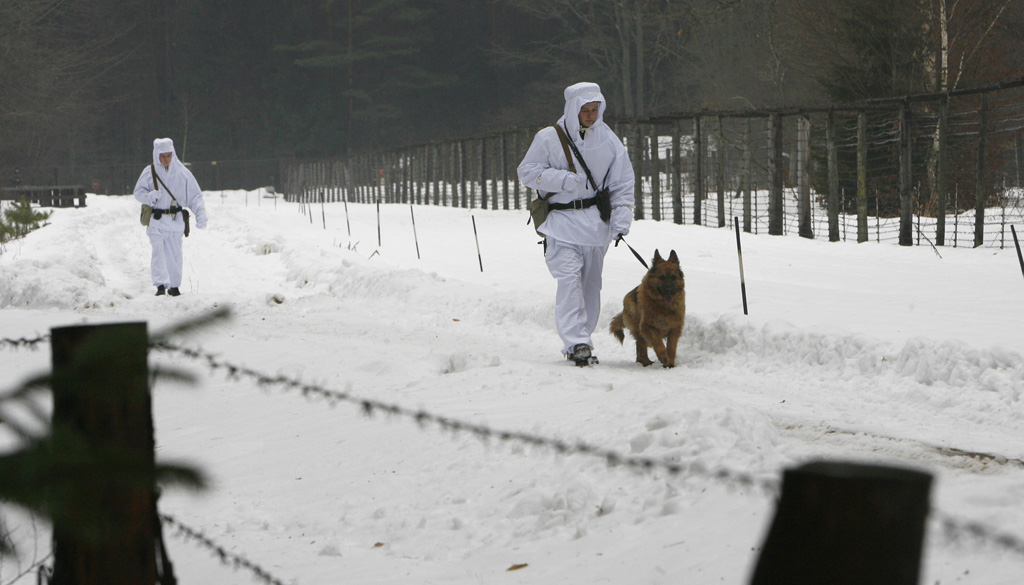
Guardias bielorrusos patrullando la valla.

|    | Título                        | Tipo de transición           |
| 1  | Brest - Terespol              | Tren                         |
| 2  | Hrodna - Kuźnica Białostocka  | Tren                         |
| 3  | Wysokie Litewskie - Czeremcha | Tren                         |
| 4  | Swislocz - Siemianówka        | Tren                         |
| 5  | Berestovica - Bobrovniki      | Carretera                    |
| 6  | Brest - Terespol              | Carretera                    |
| 7  | Bruzgi - Kuźnica Białostocka  | Carretera                    |
| 8  | Damachava - Sławatycze        | Carretera                    |
| 9  | Kazlovichy - Kukuryki         | Carretera                    |
| 10 | Peschatka - Połowce           | Carretera                    |
| 11 | Haurylin - Meykshany          | Puntos de cruce simplificado |
| 12 | Liasnaia - Rudavka            | Puntos de cruce simplificado |
| 13 | Perarou - BiałowieżUn         | Puntos de cruce simplificado |